# Acmella oleracea
Acmella oleracea popularmente jambu,  jambu-açu, jamburana, mastruço-do-pará, nhambu, pimenteira-do-pará ou agrião-do-pará, é uma erva típica da região norte do Brasil, sendo originária da América do Sul. É comum também em Madagáscar e todo o sudoeste asiático, em particular nas ilhas Mascarenhas.

## Sinônimos
A espécie Acmella oleracea possui 10 sinônimos reconhecidos atualmente.
- Anacyclus pyrethraria (L.) Spreng.
- Bidens fervida Lam.
- Bidens fixa Hook.f.
- Bidens fusca Lam.
- Bidens oleracea (L.) Cav. ex Steud.
- Cotula pyrethraria L.
- Pyrethrum spilanthus Medik.
- Spilanthes fusca hort.par. ex Lam.
- Spilanthes oleracea L.
- Spilanthes radicans Schrad. ex DC.

## Uso
Planta cultivada na região norte do país, onde é utilizada como condimento culinário amazônico, principalmente para ao preparar o famoso “molho-de-tucupi”. As folhas e inflorescência são empregadas na medicina caseira na região norte do país, para tratamento de males da boca e garganta, além de tuberculose e litíase pulmonar. As folhas e flores quando mastigadas dão uma sensação de formigamento nos lábios e na língua devido sua ação anestésica local, sendo por isso usada para dor-de-dente como anestésico e como estimulante do apetite. O chá das folhas e inflorescência é empregada também, contra anemia, escorbuto, dispepsia e como estimulante da atividade estomáquica.
A substancia responsável pela ação anestésica na mucosa bucal é uma isobutilamida denominada espilantol. Na sua composição química, além de espilantol, são citados a espilantina,afinina, colina e fitosterina.

## Uso em culinária
O jambu é muito utilizado nas culinárias amazonense, amapaense, rondoniense, acriana e paraense, podendo ser encontrado em iguarias como o tacacá, o pato no tucupi e até mesmo em pizza combinado com muçarela. Pode-se preparar o jambu da mesma maneira que se prepara a couve refogada, cortando-a fininha e refogando-a no azeite com alho e sal a gosto e bacon cortado em cubinhos.
Uma de suas principais características é a de deixar os lábios dormentes quando é comida. É usada como especiaria pelos chineses. As folhas podem ser usadas frescas ou secas. As folhas tenras cortadas finamente são usadas como condimento no prato nacional malgaxe romazava. É encontrado abundantemente no interior do Rio de Janeiro, no município de Trajano de Moraes.
Na Bahia, especialmente, é usado como erva de alto valor religioso com os nomes oripepé, pimenta-d'água e pingo-de-ouro.
A infusão de jambu é usada para criar a cachaça de jambu, bebida alcoólica que apresenta os efeitos anestésicos da planta.

## Variedades

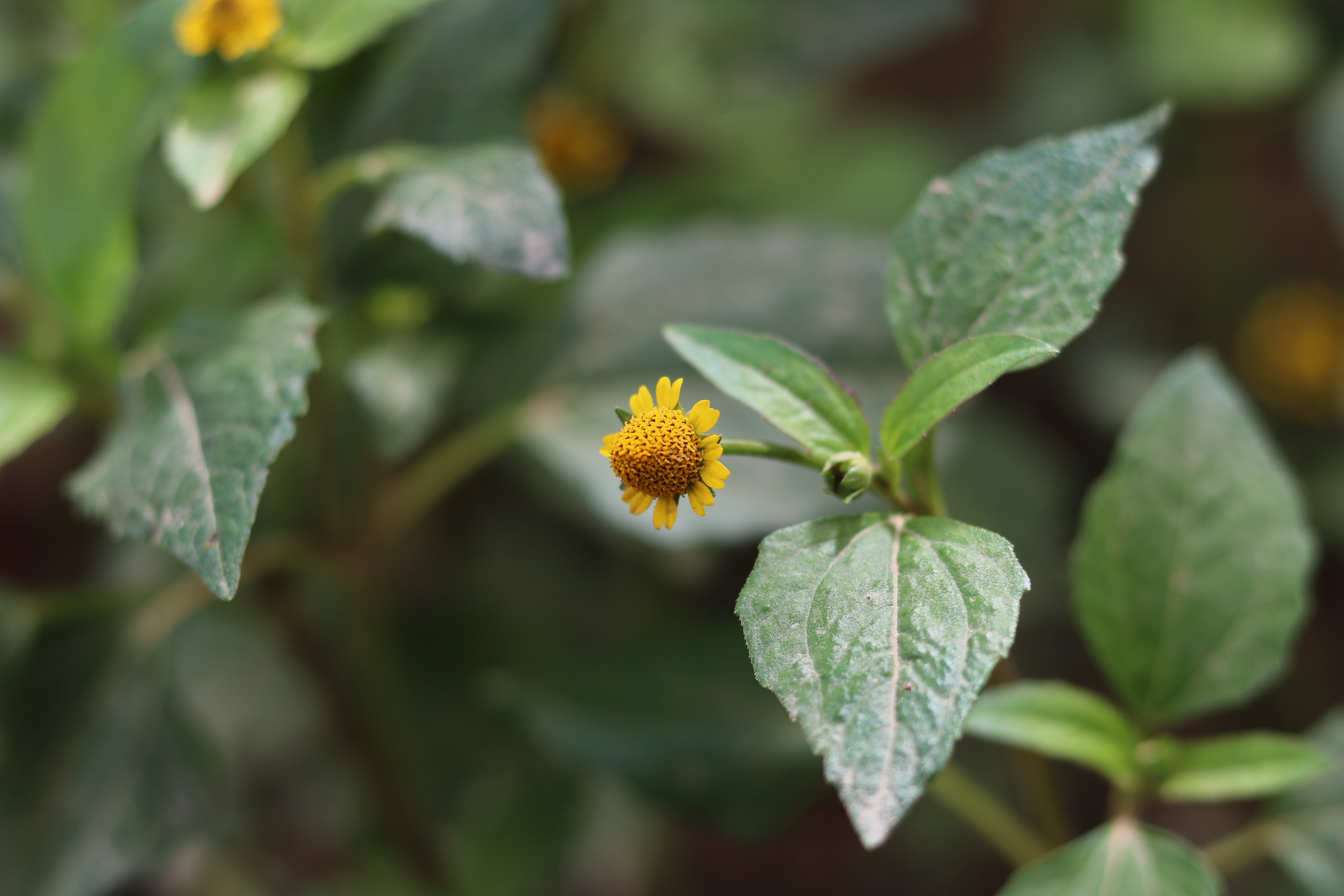
Inflorescência de Jambuaçú

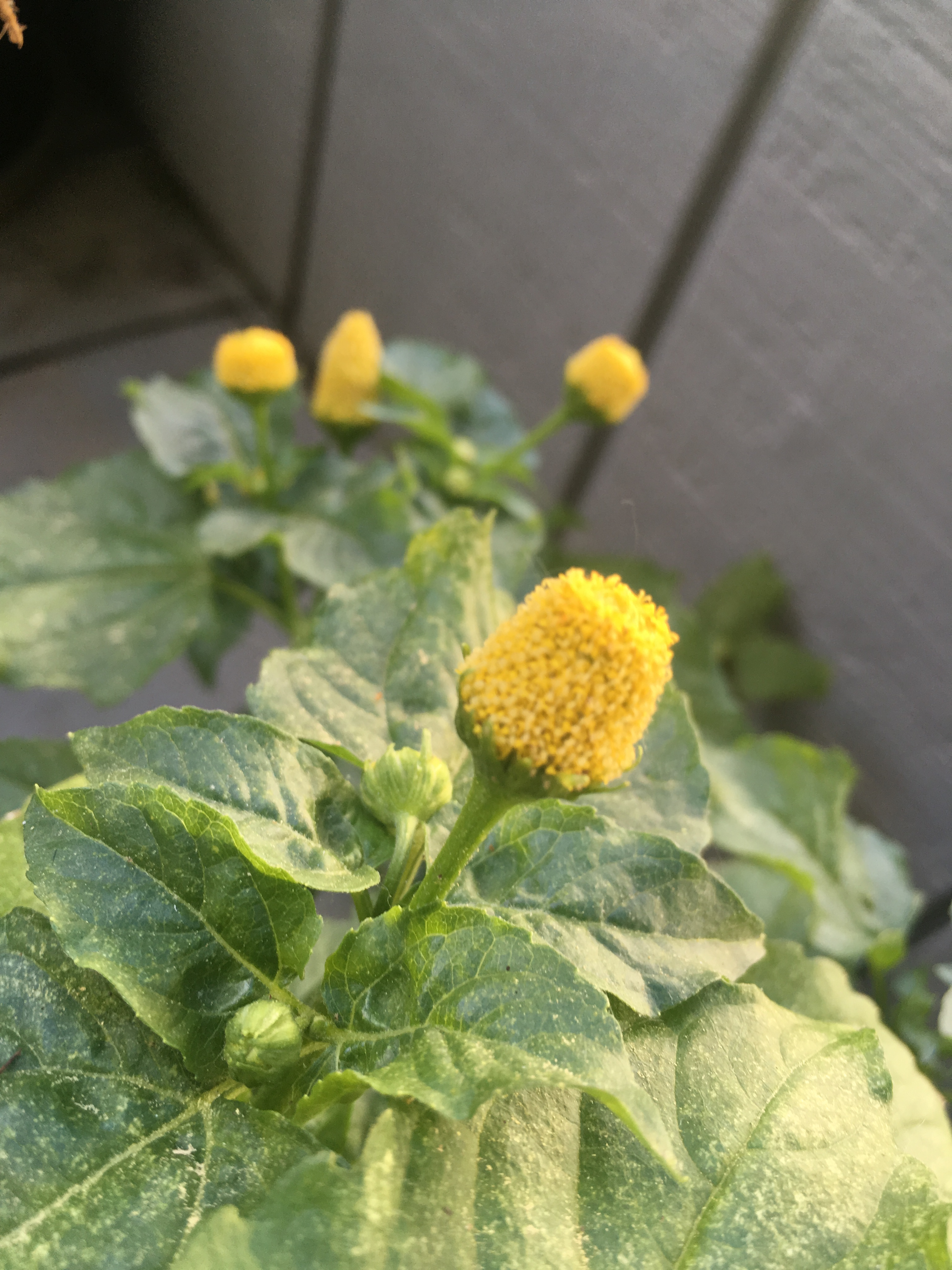
Inflorescência de Jamburana

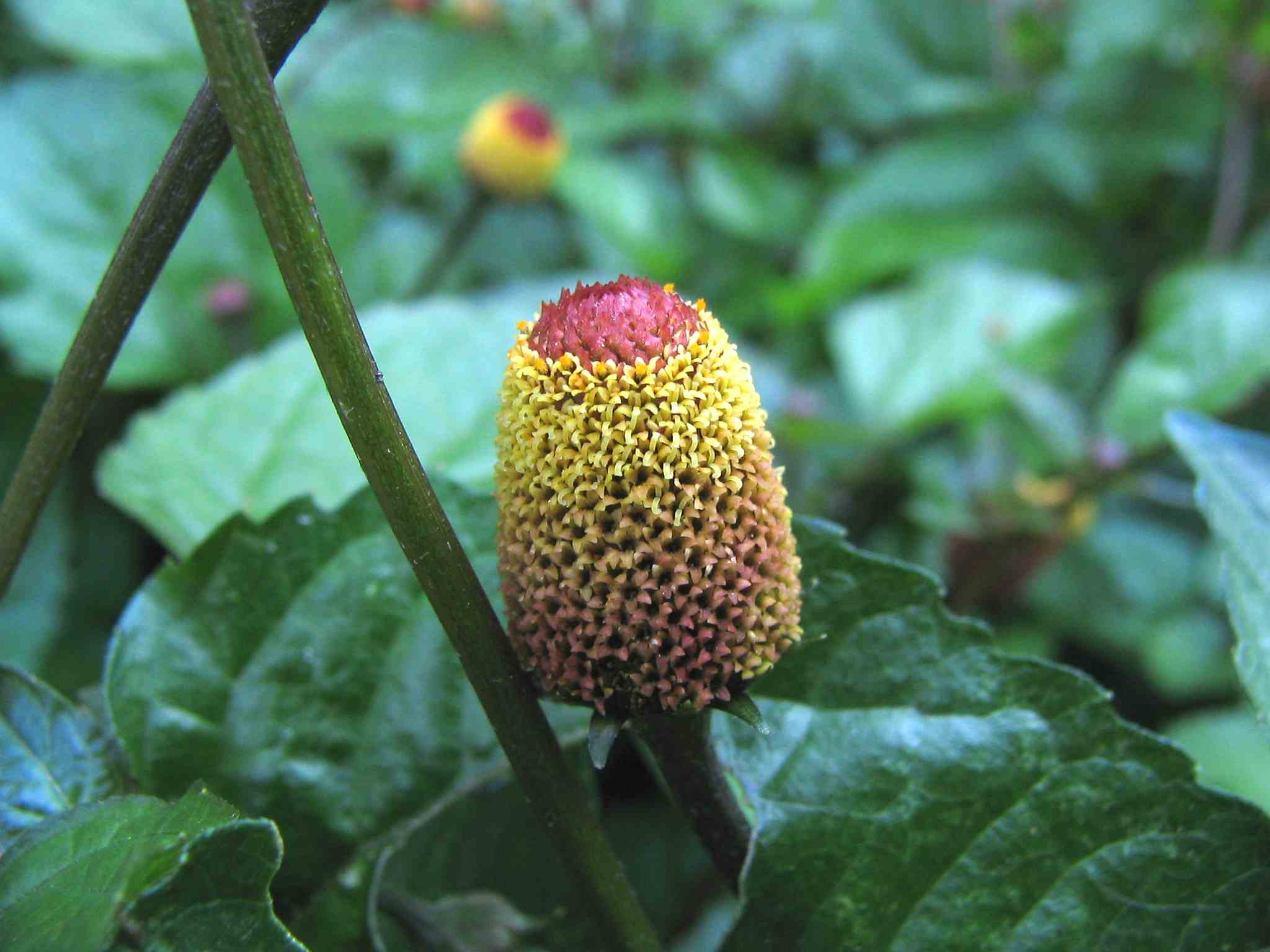
Inflorescência de Jambu Nazaré

Existe muitas variedades de jambu que podem ser encontradas no território Brasileiro, com diferentes usos e características.
- Jambuaçú[7] ou Botão-de-ouro[7] é a variedade mais conhecida e cultivada. Ela pode ser diferenciada por possuir inflorescências pequenas (~1 cm), cônica, com coloração amarela muito intensa e um arranjo de pétalas que a coroam. Sua inflorescência não costumam ser consumida somente as folhas, essas são utilizadas como tempero no preparo de pratos tradicionais da região norte (Tacacá). Essa variedade pode ser encontrada na natureza ou em meio urbano, crescendo de forma espontânea.
- Jamburana[7] possui uma inflorescência significativamente maior (~3 cm) que a do Jambuaçú e menos cônica, mas se assemelha nas demais características. Essa é cultivada para produção de flores secas, as quais são usadas como matéria prima na elaboração da Cachaça de Jambu, geleias e conservas da planta. Pode ser feita a extração do óleo essencial para fiz medicinais (anestesia de mucosas) ou fabricação de afrodisíacos.
- Jambu Nazaré[7][8] ou "Jambu Roxinho" foi desenvolvido por meio do cruzamento e seleção (Seleção artificial) espécimes de Jambu que apresentavam resistências a pragas comuns no cultivo, Carvão[9] (Thecaphora spilanthes) e Ferrugem (Puccinia cnici-oleracei). Essa variedade assemelha-se a Jamburana na sua morfologia, porém possui uma halo de cor arroxeada ou avermelhada no ápice da inflorescência, a folhagem e o caule também podem apresentar pigmentação. Assim como a flor de Jamburana, essa é usada na fabricação de cachaça, geleias, conservas e óleo essencial.

## Propriedades
A planta é reconhecida como anestésica, diurética, digestiva, sialagoga, antiasmática e antiescorbútica. Os seus capítulos possuem propriedades odontálgicas e antiescorbúticas.

## Valor Nutricional
O jambu possui teor proteico de 3,08%, além de ser considerado uma hortaliça hipocalórica e hipolipídica. A alta concentração de fibra (4,05g) também é uma característica notável do jambu. Apesar do teor considerável de ferro, este é pouco biodisponível, podendo estar relacionada à presença de fatores antinutricionais que inibem a absorção desse mineral. A probabilidade ainda não foi verificada pela falta de estudos que comprovem essa relação (Aguiar et al. 2014). O Jambu se consumido em pó não possui diferenças físico-químicas relevantes em comparação com a forma in natura, portanto, as duas formas são nutricionalmente equivalentes (GOMES et al. 2016). O jambu conta com a presença de uma ampla gama de metabólitos secundários em sua composição, sendo o mais importante entre eles os N-alquilamidas, grupo no qual o espilantol faz parte. O espilantol ((2E,6Z,8E)-N-Isobutil 2,6,8-decatrienamide), que teve a estrutura desvendada por Yasuda et al. (1980), apresenta alta eficácia como pesticida, além de estimular a salivação e ter efeito anestésico.
| Constituintes químicos do jambu | Concentração (%) |
| ------------------------------- | ---------------- |
| Umidade                         | 88,6             |
| Energia (kcal)                  | 35,86 ± 0,43     |
| Carboidratos (g)                | 5,3 ± 0,24       |
| Proteínas (g)                   | 3,08 ± 0,13      |
| Lipídios (g)                    | 0,25 ± 0,02      |
| Cinzas (g)                      | 1,41 ± 0,18      |
| Ferro (mg)                      | 6,4 ± 0,28       |
| Fibra (g)                       | 4,05             |

## Compostos ativos
As moléculas que emprestam ao Jambu seu paladar característico pertencem ao grupo das alquilamidas. A mais importante delas é o espilantol, que é a N-Isobutilamida do ácido undeca-2E,7Z,9E-trienóico.

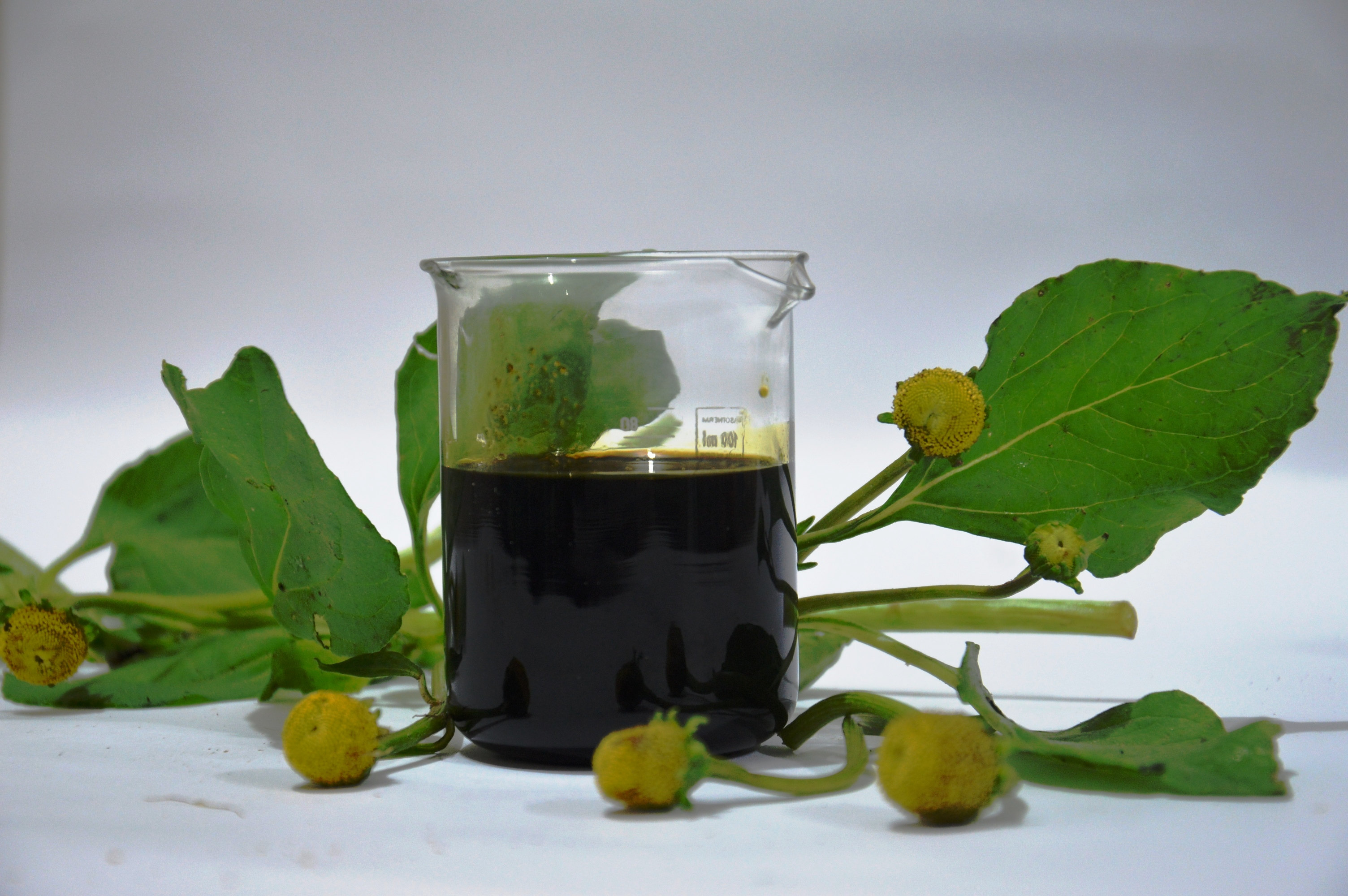
óleo de Jambu

O Espilantol é o principal constituinte da oleoresina ou extrato concentrado do Jambu e responsável por seu efeito indutor da salivação e pela estimulação do nervo trigêmeo.

## Caracterização do jambu antes da secagem
De acordo com a tabela abaixo, o jambu apresenta alto teor de umidade (aproximadamente 93%). Sobre o teor proteico do jambu, os resultados foram similares aos mostrados por (AGUIAR et al. 2014)¹, que obteve em seus estudos uma porcentagem de 3,08% de proteínas em sua composição.
| Determinantes                | Resultados {\displaystyle (g100g^{-}1)} |
| ---------------------------- | --------------------------------------- |
| Conteúdo de umidade (% w.b.) | 92,99±0,8                               |
| Resíduo inorgânico (%)       | 1,44±0,07                               |
| Proteínas (%)                | 3,35±0,2                                |
| Lipídeos (%)                 | 1,14±0,1                                |
| Atividade de água (25ºC)     | 0,96±0,0                                |
| pH                           | 6,25±0,07                               |

## Ácidos Orgânicos
Os ácidos orgânicos detectados no Jambu foram os ácidos oxálico, fumárico, tartárico, málico e fórmico, segundo a tabela abaixo (SILVA, 2015)⁹.
| Componente       | g/100g MF  |
| ---------------- | ---------- |
| Ácido Oxálico    | 7,72±0,05  |
| Ácido Fumárico   | 0,73±0,02  |
| Ácido Tartárico  | 0,36±0,005 |
| Ácido Málico     | 0,15±0,006 |
| Ácido Fórmico    | 0,14±0,005 |
| Ácido Lático     | ND         |
| Ácido Acético    | ND         |
| Ácido Cítrico    | ND         |
| Ácido Succínico  | ND         |
| Ácido Propiônico | ND         |

## Óleo de jambu
Óleo essencial, rico em propriedades antioxidantes, diuréticas e anti-inflamatórias. O composto obtido é abundante em espilantol, substância bioativa bastante versátil, com potencial para aplicações nas indústrias farmacêutica, cosmética e de higiene pessoal. O espilantol, extraído a partir das flores, folhas e caule do jambu.

## Galeria de imagens

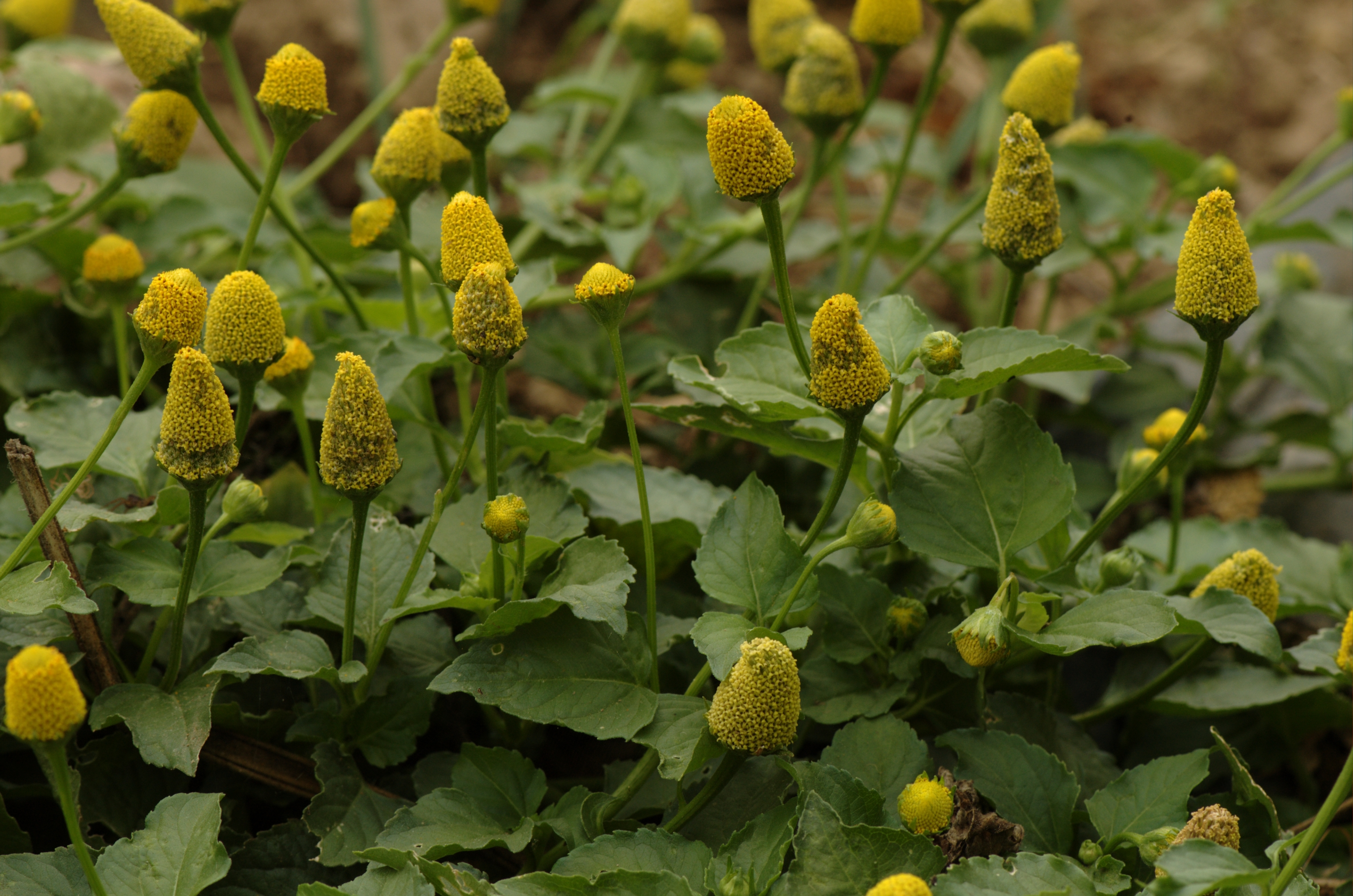
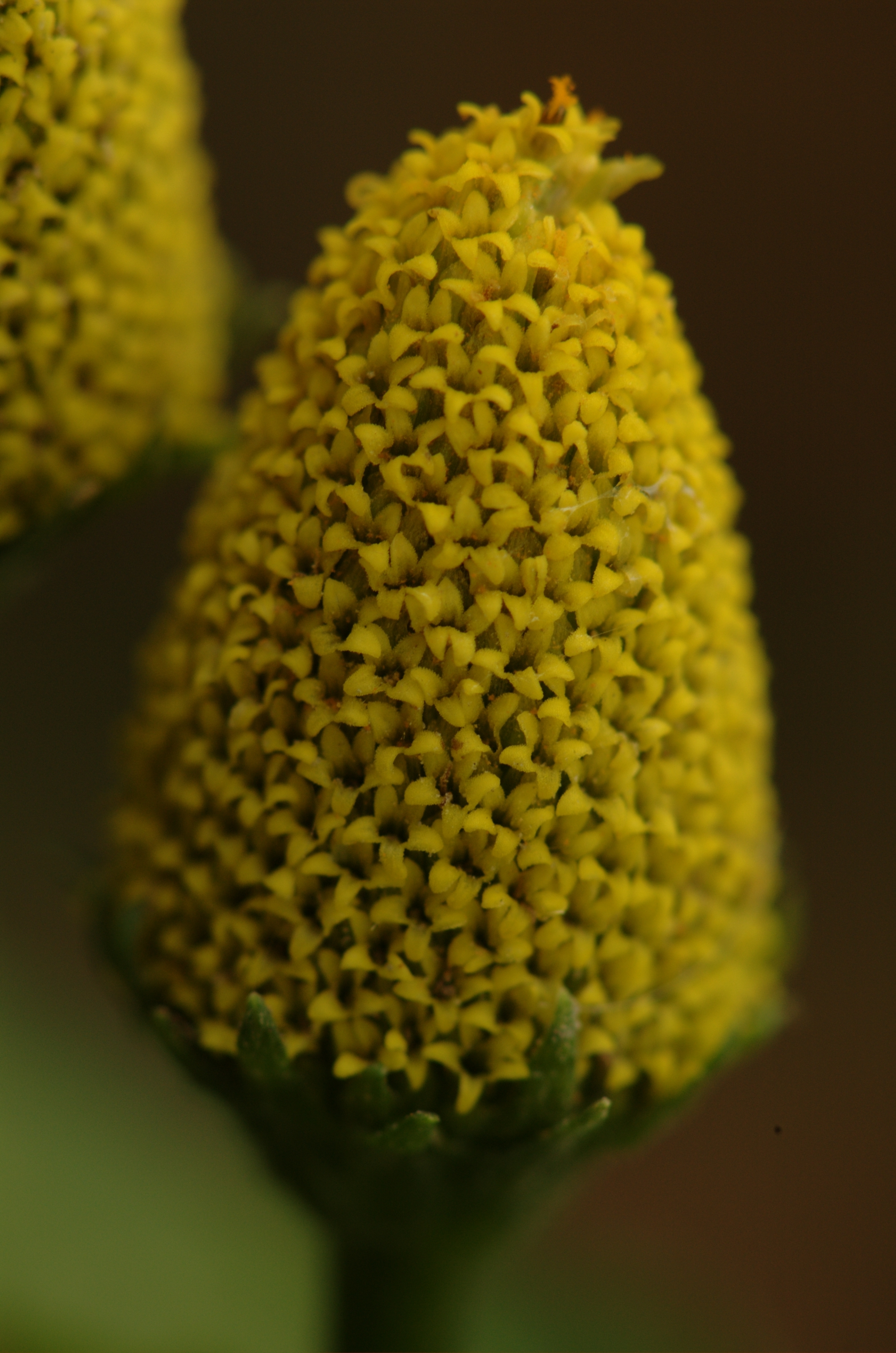